# Національна галерея Австралії

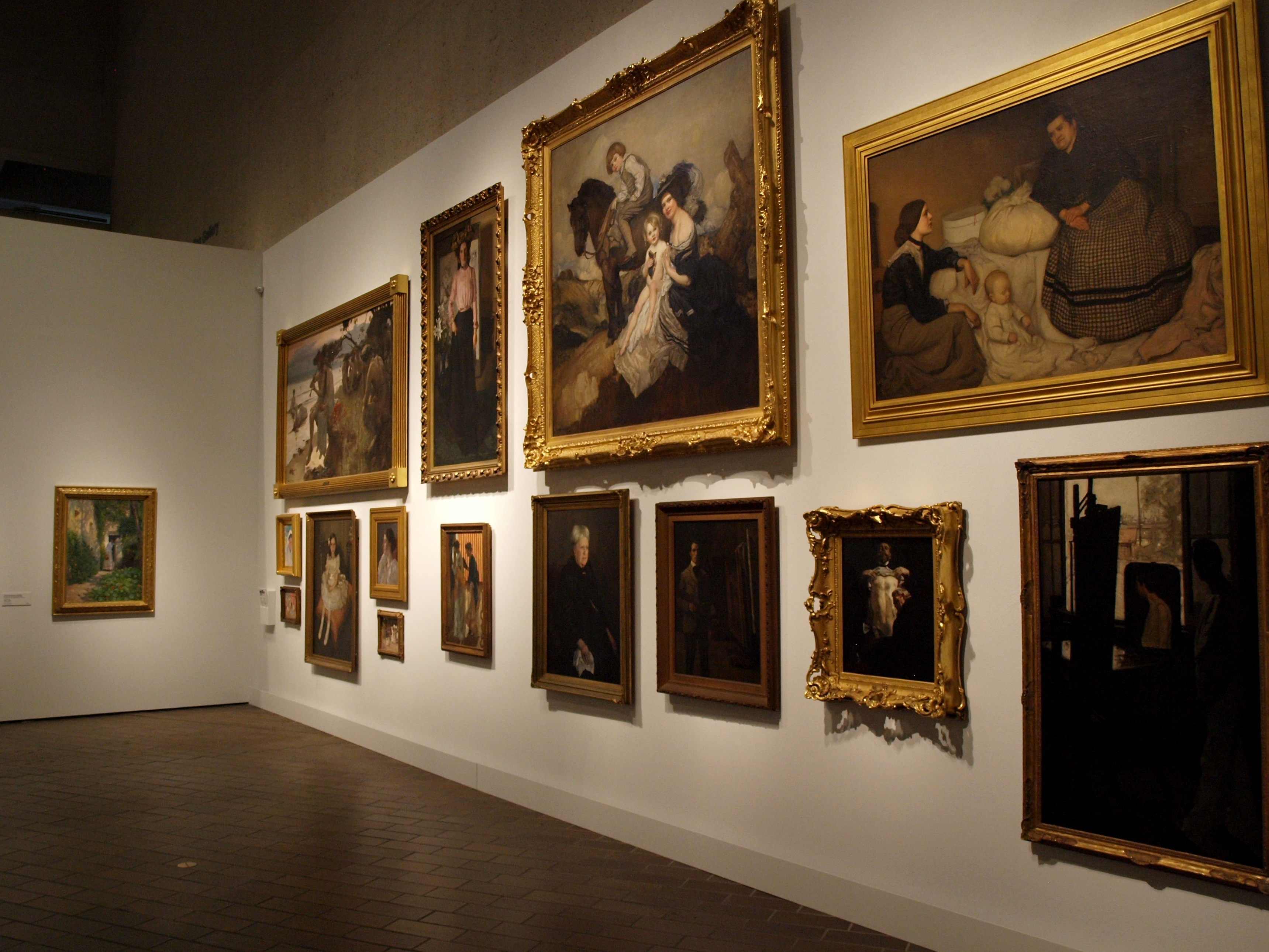
Інтер'єр музею

Національна галерея Австралії — головна картинна галерея і музей Канберри, столиці Австралії, заснований в 1967 році.

## Історія
Австралійський художник Том Робертс був одним з перших австралійців, що лобіювали серед австралійських прем'єр-міністрів ідею створення національної картинної галереї. У 1910 році прем'єр-міністр Ендрю Фішер погодився на цю пропозицію, і вже в 1911 році парламент Австралії заснував Історичну меморіальну раду, двопартійний комітет у складі шести політичних лідерів. Комітетом було вирішено, що уряд країни повинен зайнятися збором портретів австралійських генерал-губернаторів, парламентських лідерів і головних «батьків» Австралійської федерації, написаних австралійськими художниками. Це привело до створення Консультативної ради Співдружності у справах мистецтва (англ. Commonwealth Art Advisory Board), який аж до 1973 року був відповідальний за придбання різних витворів мистецтва (хоча цим також займався Парламентський бібліотечний комітет, який придбавав для національної колекції різні пейзажі). До відкриття будинку Національної галереї колекція виставлялася в Парламенті Австралії, дипломатичних місіях за кордоном і галереях інших держав.
Починаючи з 1912 року будівництво будинку Національної галереї було одним з пріоритетних напрямів діяльності Консультативної ради Співдружності у справах мистецтва. Але через Велику депресію і світові войни рішення цієї задачі постійно відкладалося, оскільки, на думку уряду, куди важливіше було створення іншої інфраструктури в столиці держави, Канберрі, у тому числі, будівництво будинку Парламенту, штучного озера Берлі-Гриффін і Національної бібліотеки Австралії. Тільки у 1965 році Консультативній раді вдалося переконати прем'єр-міністра Роберта Мензіса в необхідності початку спорудження Національної галереї Австралії. 1 листопада 1967 р. прем'єр-міністром Гарольдом Голтом було офіційно оголошено про те, що уряд країни займеться організацією будівництва.

## Місцезнаходження

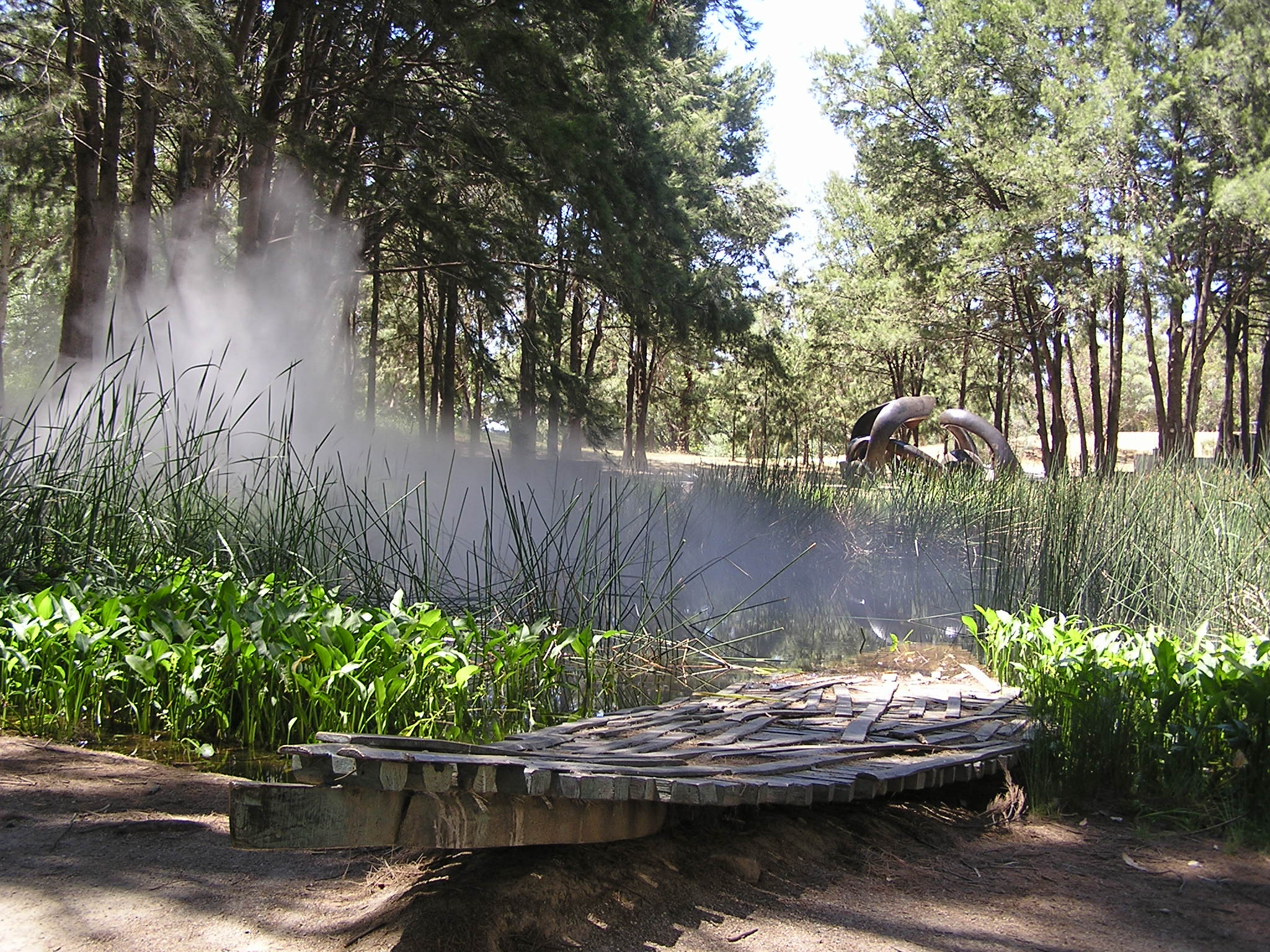
Сад скульптур біля галереї.

Розробка дизайну і будівництво галереї ускладнювалися тим, що вони не могли початися до тих пір, поки не було вибрано місце для нової будівлі Парламенту Австралії. Згідно з проектом 1912 року, створеним головним архітектором Канберри Волтером Берлі Гриффіном, вона повинна була знаходитися на Кемп-Хіллі, між Кепітал-Хіллом і старим будинком парламенту. Згідно з проектами «Парламентського трикутника» 1958-го і 1964-го років, підготовленими британським архітектором Уільямом Холфордом, на початку 1960-х років Комісія з розвитку національної столиці (англ. National Capital Development Commission) запропонувала перенести будівництво Парламенту на берег озера Берлі-Гриффін, а Національну галерею і інші культурні установи побудувати на Кепітал-Хілле.
У 1968 році Колін Медіган виграв конкурс на найкращий дизайн майбутньої галереї, хоча його розробка не могла бути завершена, оскільки кінцеве розташування будівлі знаходилося під великим знаком питання. Прем'єр-міністр Джон Гортон заявив, що:

«Метою конкурсу було не визначення кінцевого варіанту дизайну будівлі, а вибір енергійних і обдарованих багатою уявою архітекторів, яким буде доручено розробити фактичний дизайн галереї».

У 1968 році Гортон звернувся до Парламенту країни, щоб він передав ділянку на березі озера, як це замислював Холфорд, під будівництво нової будівлі Парламенту, проте законодавчий орган відхилив цей проект, запропонувавши ділянки на Кепітал-Хіллі і Кемп-Хіллі. Згодом було вирішено, що галерея не може бути побудована на Кепітал-Хіллі. У 1971 році уряд виділив ділянку площею 17 га для майбутньої будівлі парламенту, який повинні були оточувати національні і урядові установи, у тому числі, Національна галерея, Високий суд і спеціальна обгороджена територія, сполучені з Національним плацом (англ. National Place) у центрі «Парламентського трикутника».

## Розробка дизайну
Остаточний проект дизайну Медігана ґрунтований на інструкціях, підготовлених Комісією з розвитку національної столиці, а також ідеях Джеймса Джонсона Суїні і Джеймса Моллісона. Суїні (1900—1986), що був директором Музею сучасного мистецтва Соломона Гуггенхайма з 1952 по 1960 роки і директором Музею витончених мистецтв у Х'юстоні, був призначений консультантом з питань показу і зберігання витворів мистецтва.
Будівництво Національної галереї Австралії було розпочате в 1973 році і офіційно відкрито королевою Єлизаветою II в 1982 році. Будівництво обійшлося в $82 млн.

## Архітектура

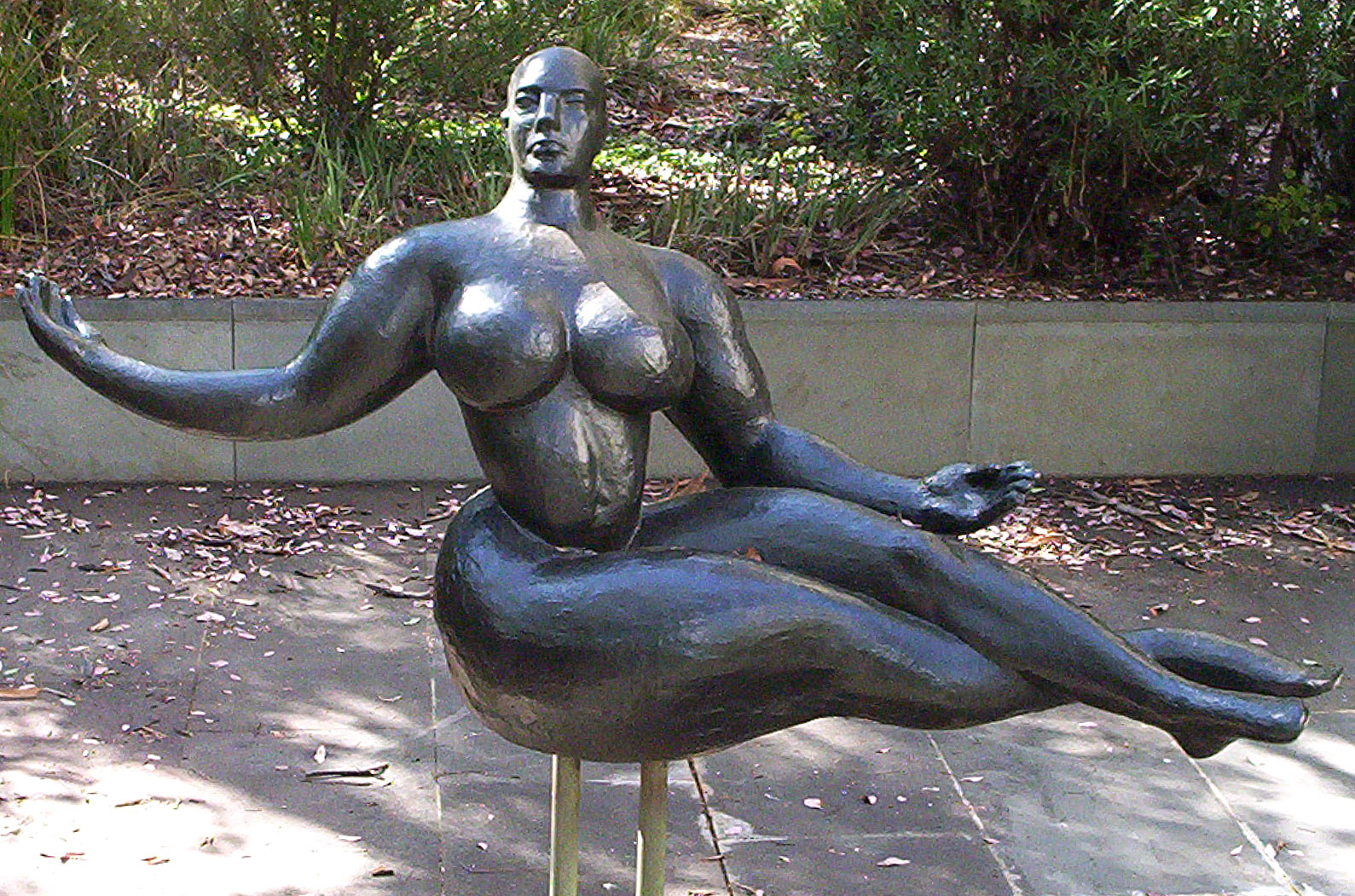
Скульптура в саду, що оточує галерею.

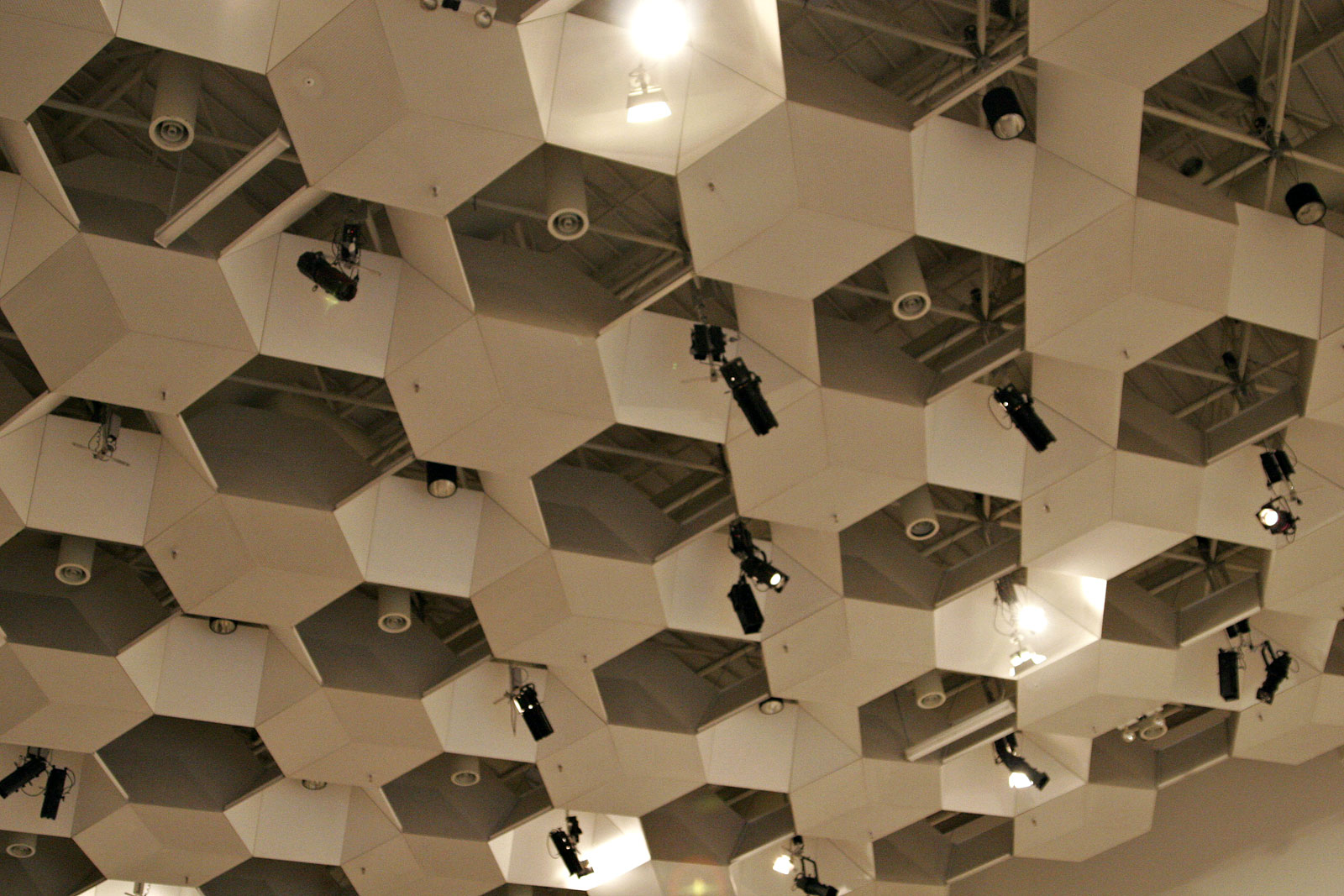
Стеля в галереї.

Національна галерея побудована в стилі бруталізму. Відмінними рисами будівлі, оточеної скульптурним садом з корінними австралійськими деревами і рослинами, є незграбні форми і груба фактура бетону.
За основу геометрії галереї був узятий трикутник, що виразно проявляється в особливій формі стелі і підлоги головного поверху, а також сходових прольотів, колон і окремих елементів будівлі, виконаних у вигляді цієї геометричної фігури.
Галерея побудована з грубого бетону, який не оброблений ні штукатуркою, ні облицюванням, ні фарбуванням. До недавнього часу внутрішні стіни також не були оброблені, лише через деякий час вони були покриті пофарбованими дошками, щоб таким чином забезпечити універсальність експозицій, що виставляються.
Площа будівлі 23 тис. м²: частина використовуються під виставкові зали, інша — під місця зберігання витворів мистецтва. Виділяються три рівні галереї. На головному поверсі виставкові зали великі і використовуються для показу колекцій, присвячених австралійським аборигенам, а також міжнародних колекцій (тобто європейських і американських). На нижньому поверсі також існують великі галереї, які спочатку призначалися для скульптурних виставок, але згодом — для показу азійських колекцій. На самому верхньому рівні знаходиться серія невеликих залів, призначених для колекцій австралійського мистецтва.
Існують проекти по розширенню Національної галереї Австралії.

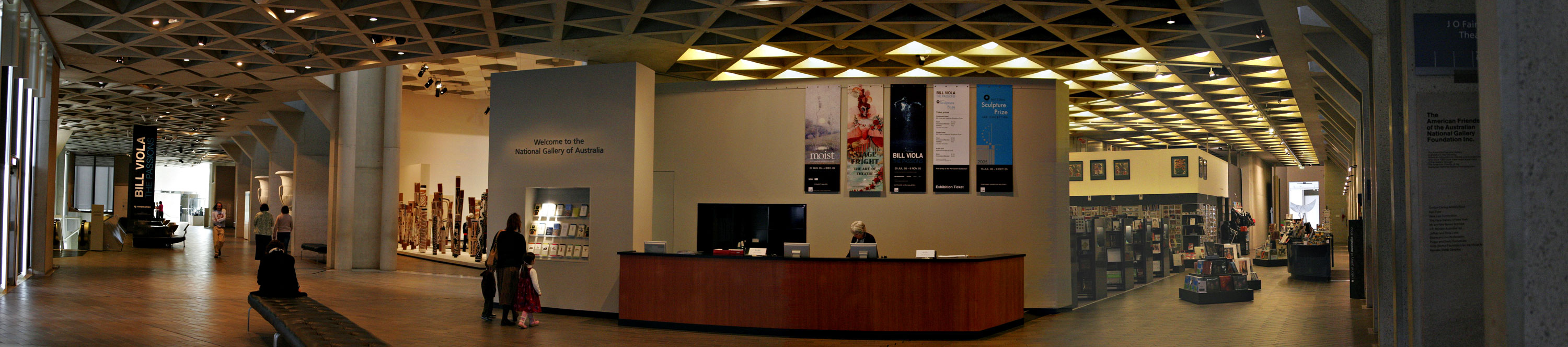
Хол Національної галереї

## Колекція музею

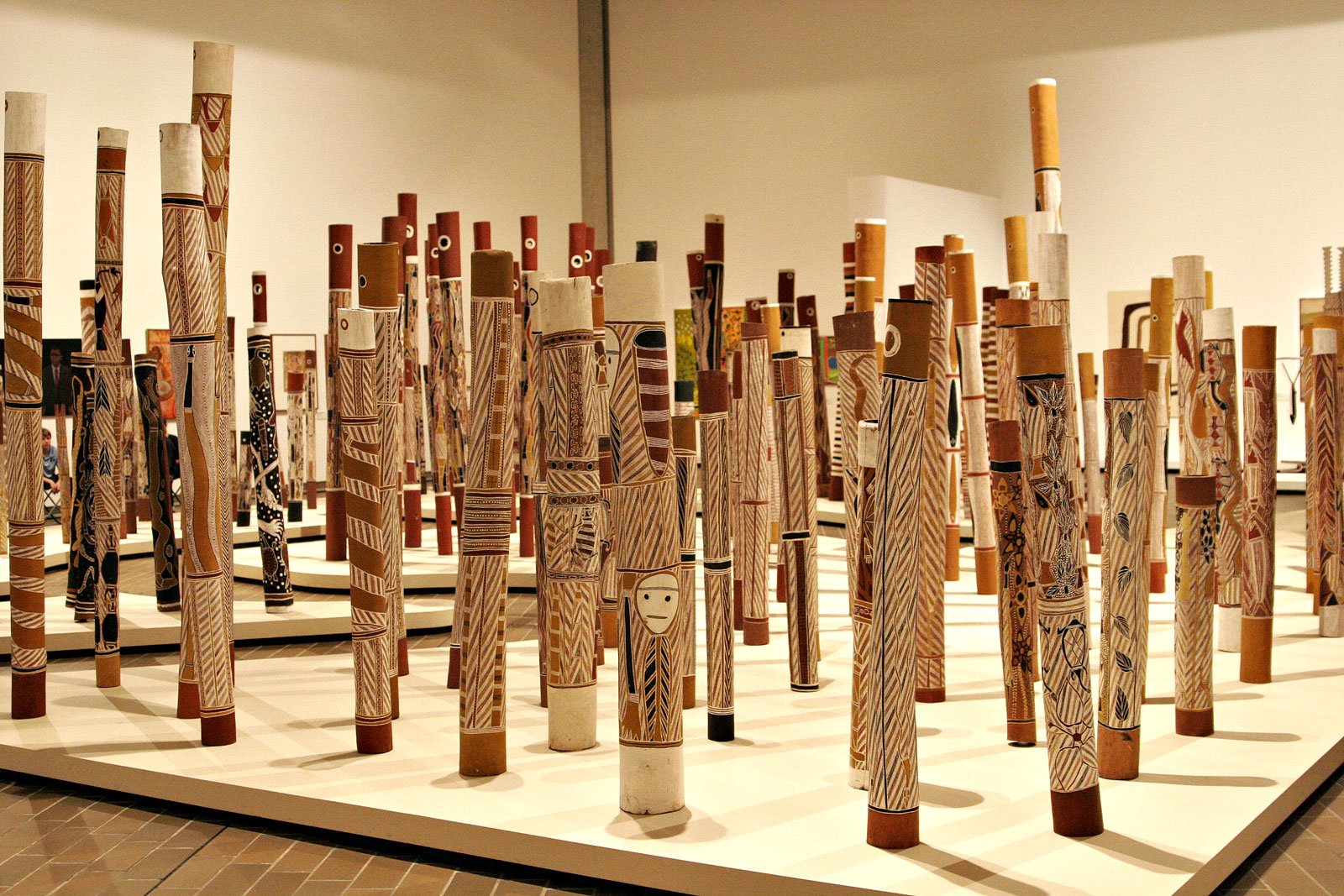
Аборигенний меморіал.

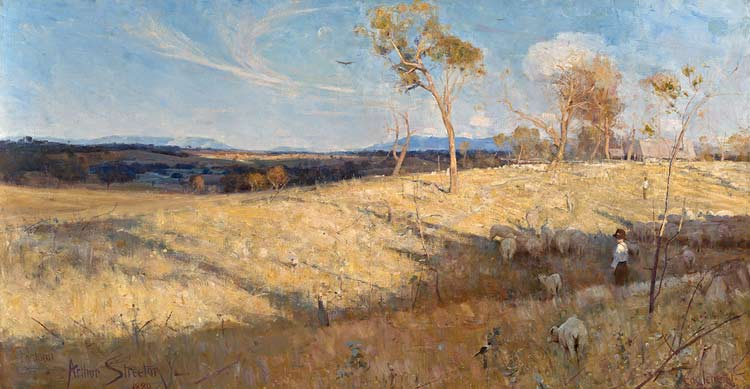
Картина Артура Стрітона «Золоте літо, Іглмонт» (1889]), придбана галереєю за $3, 5 млн.

У галереї зібрана багата колекція витворів мистецтва, створених австралійськими аборигенами і жителями островів протоки Торрес. Її основу складає так званий «Аборигенний меморіал», що складається з 200 фарбованих колод, якими аборигени позначали могили, і присвячений усім корінним жителям, які загинули в період з 1788 по 1988 року, захищаючи свої землі від чужоземців.
Колекція австралійського мистецтва в Національній галереї включає твори мистецтва і різні предмети, створені в Австралії з часів європейського заселення континенту і до XX століття і тісно пов'язані з історією країни: картини, скульптури, друковані видання, фотографії, предмети декоративного мистецтва, етюдники, постери. У колекцію також включені предмети аборигенного мистецтва.
У галереї зберігається велика кількість картин, написаних майстрами гейдельберзької школи: Тома Робертса, Чарльза Кондера, Фредеріка Мак-Каббіна і Артура Стрітона. Важливу частину колекції складають твори Сідні Нолана, Артура Бойда, Маргарет Престон, Альберта Такера. Також досить широко представлені фотографії і скульптури (Бертрам Маккенал, Роберт Кліппел).
Галерея має у своєму розпорядженні експонати, присвячені азійському мистецтву (Ірану, Японії, Таїланду і Китаю) від неоліту до сучасності: численні скульптури, мініатюри, рідкісна колекція китайських гравюр на дереві, кераміка, текстиль; а також експонатами, присвяченими іншим країнам (в основному твори мистецтва, що датуються кінцем XIX — початком XX століть). Серед них виділяються картини Поля Сезанна, Клода Моне, Фернана Леже, Джексона Поллока, Віллем де Кунінга, Енді Уорхола.

## Галерея

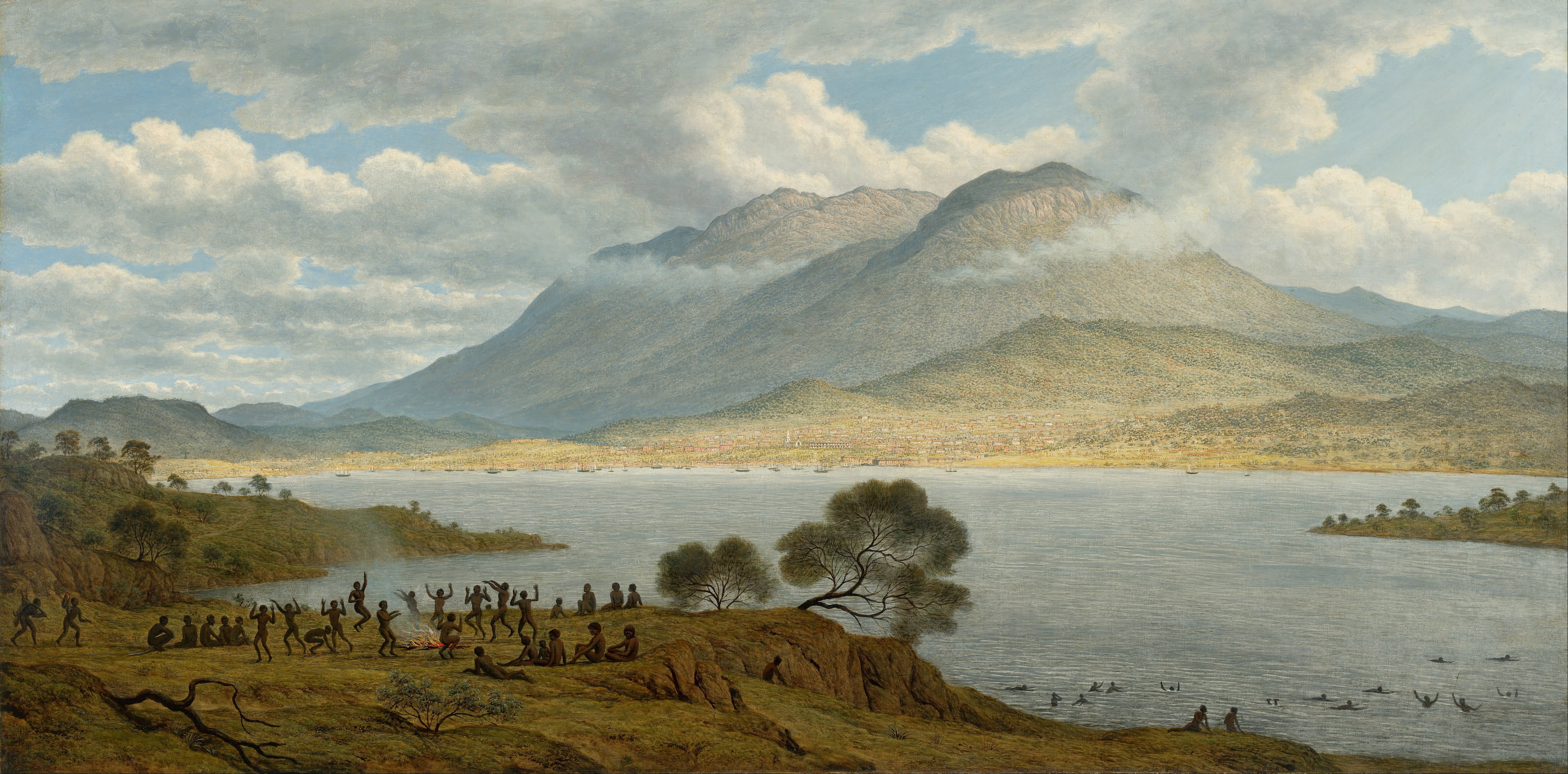
Джон Гловер, «Гора Веллингтон і місто Гобарт», 1834
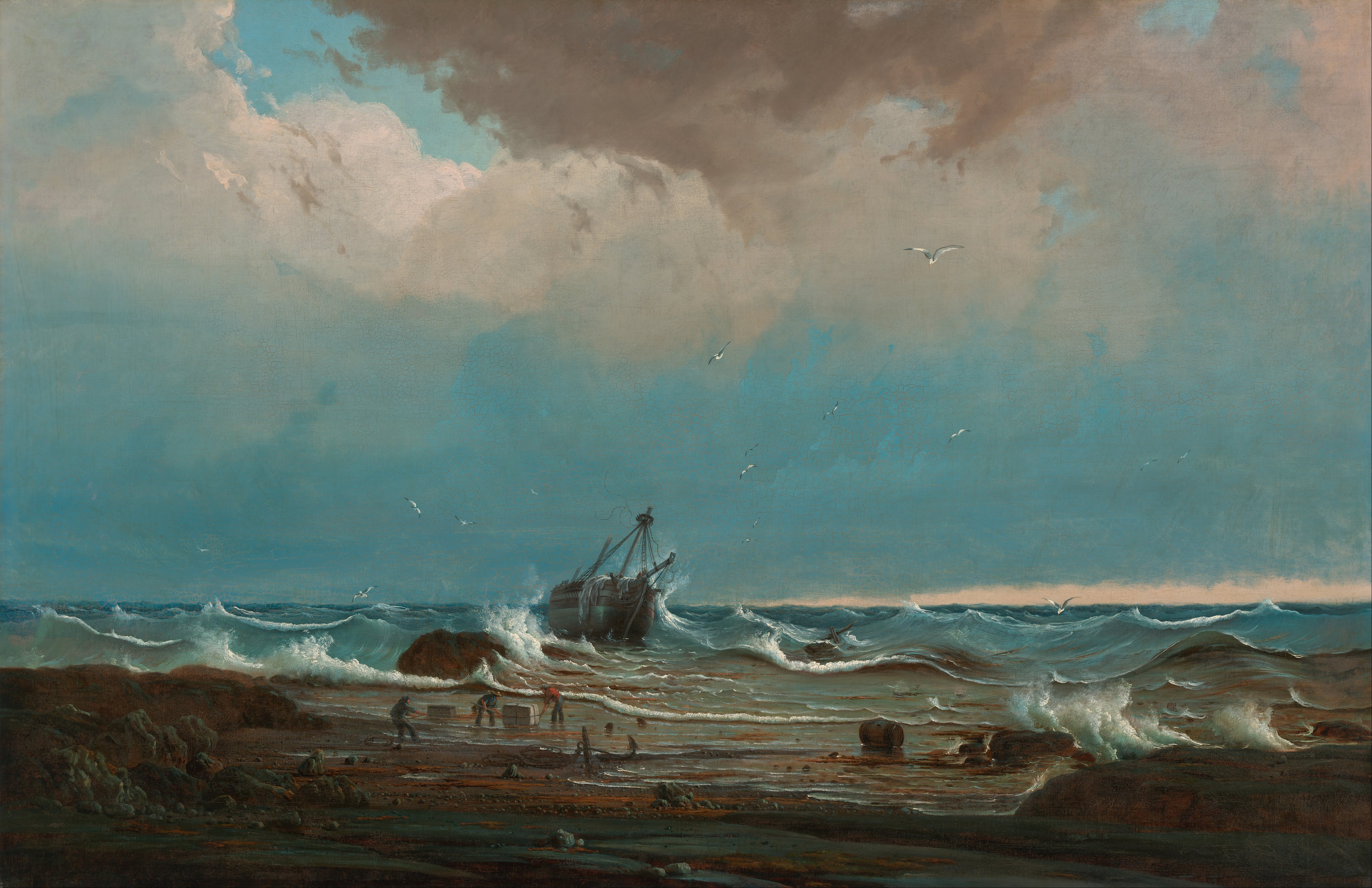
Кнуд Булл, «Катастрофа "Георга III"», 1850
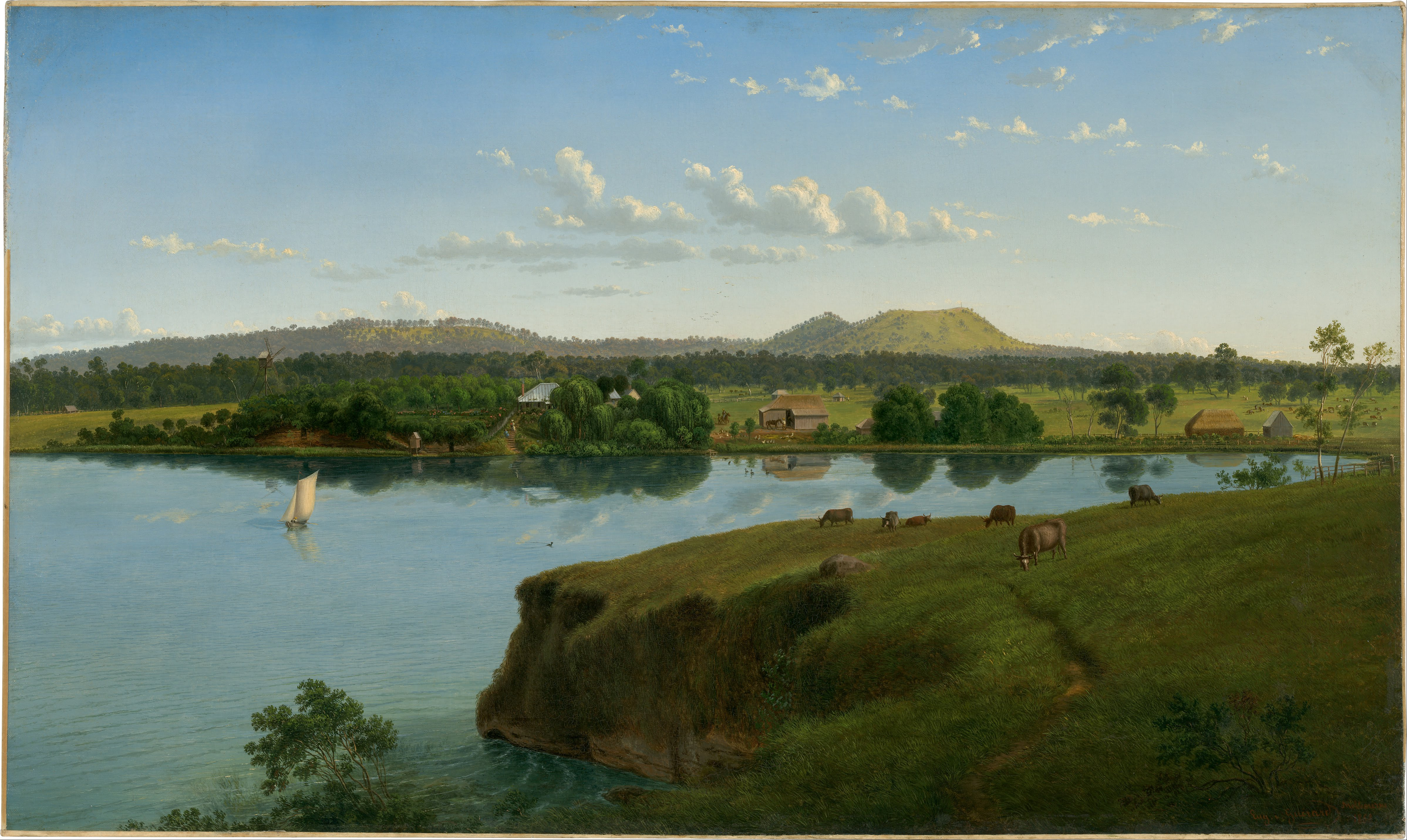
Ойген фон Герард, «Паррумбіт з протилежного боку озера», 1858
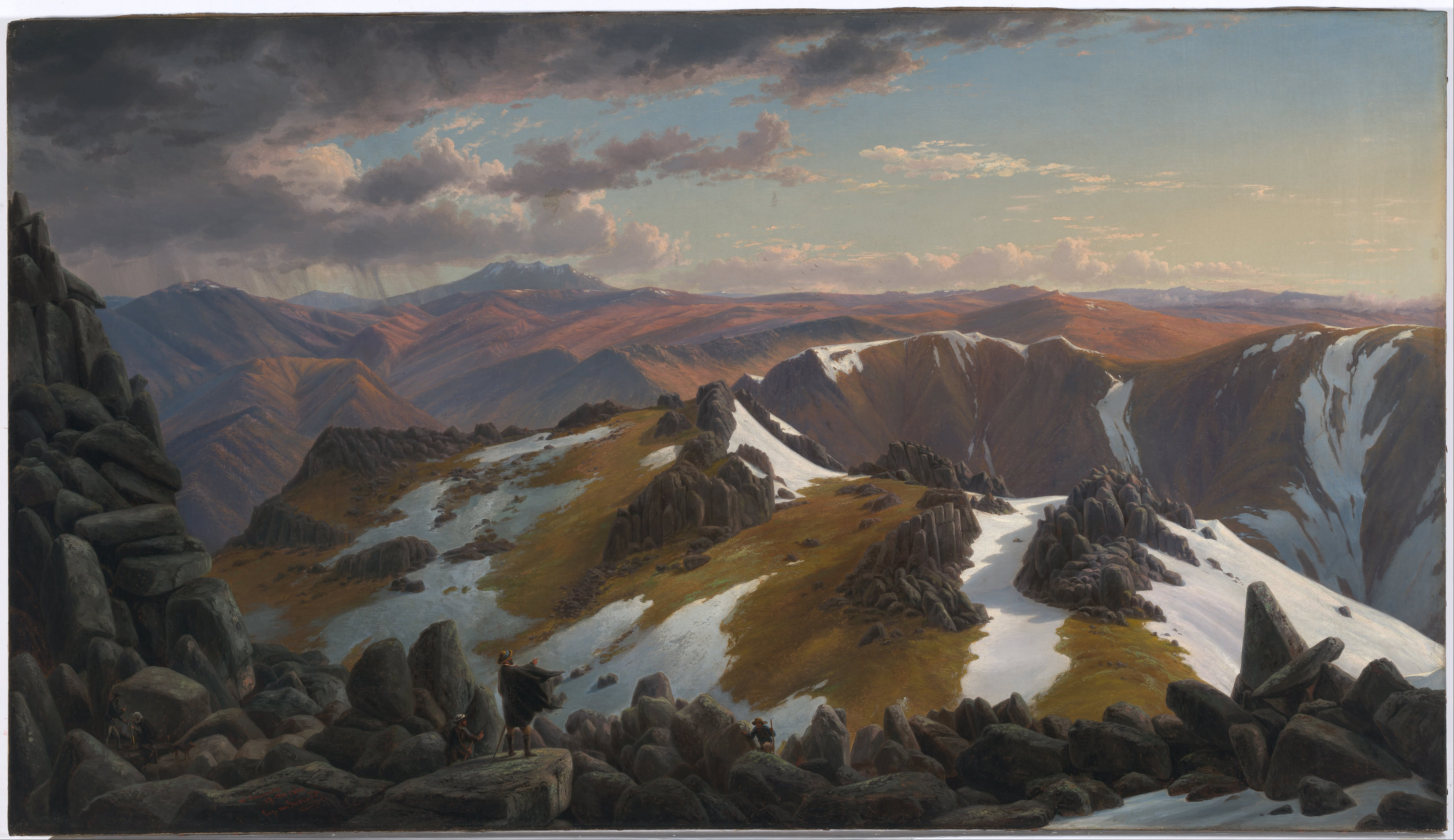
Ойген фон Герард, «Вид на північний схід від північної вершині гори Косцюшко», 1863
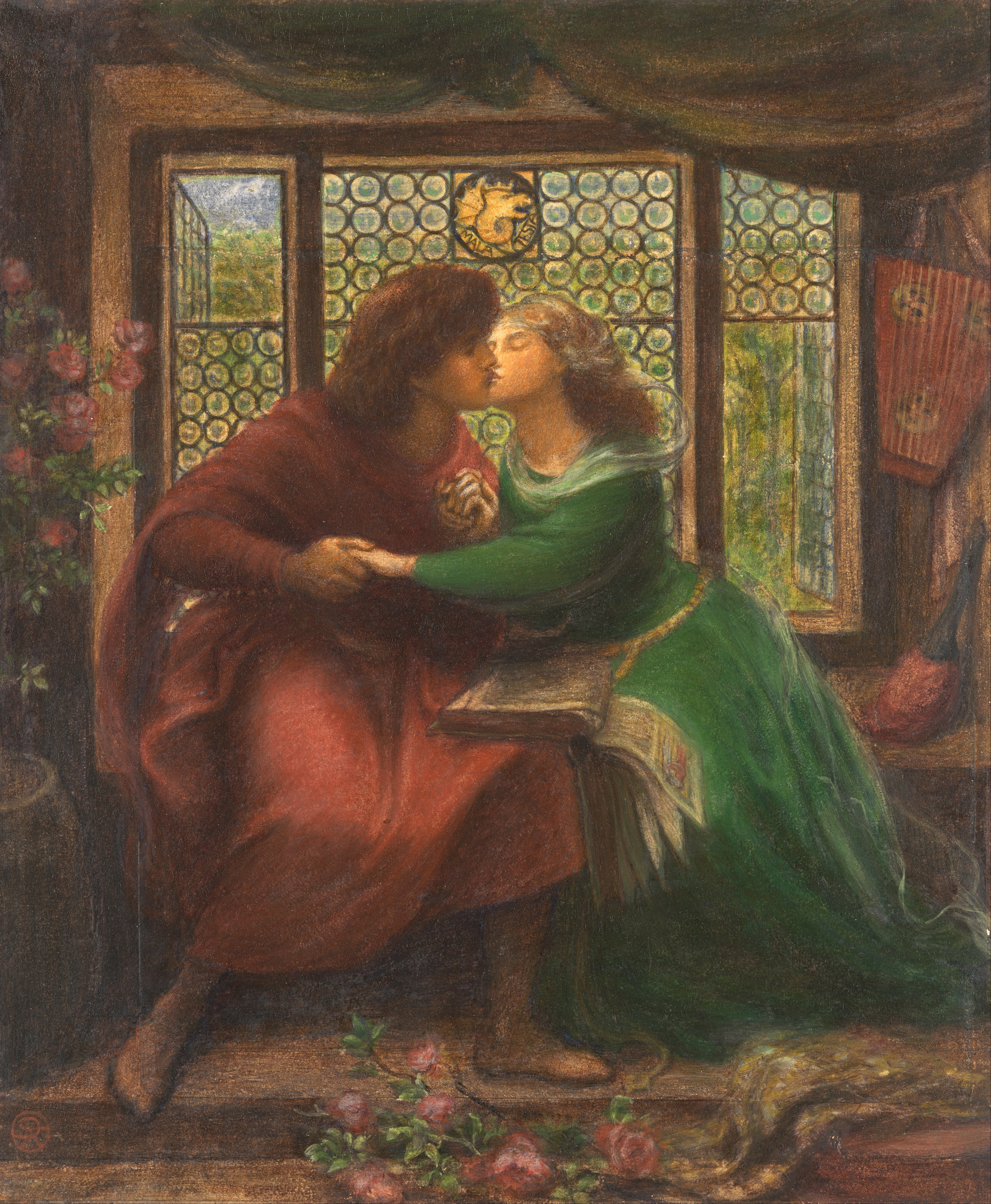
Данте Габрієль Росетті, «Паоло і Франческа да Ріміні», 1867
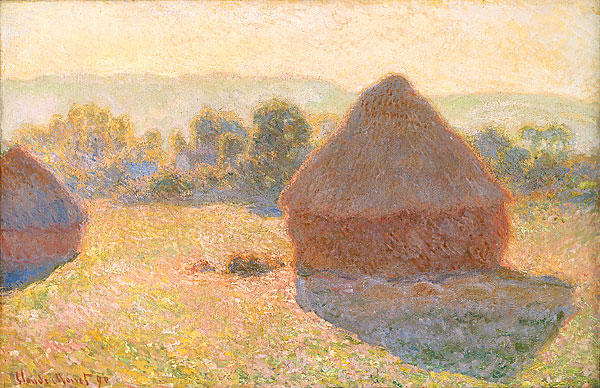
Клод Моне, «Копиця (полудень)», 1890—1891
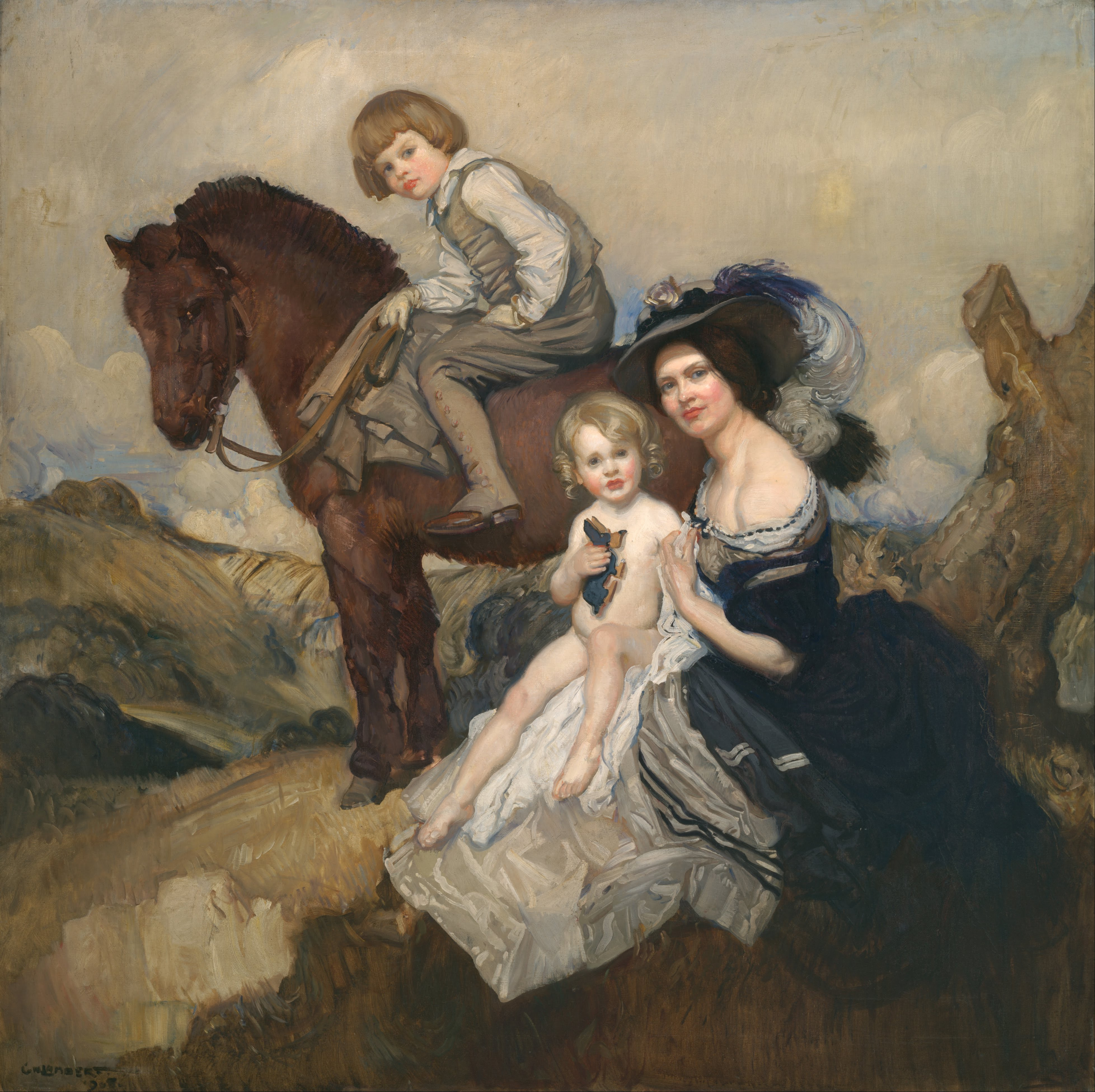
Джордж Вашингтон Ламберт, груповий портрет, 1908
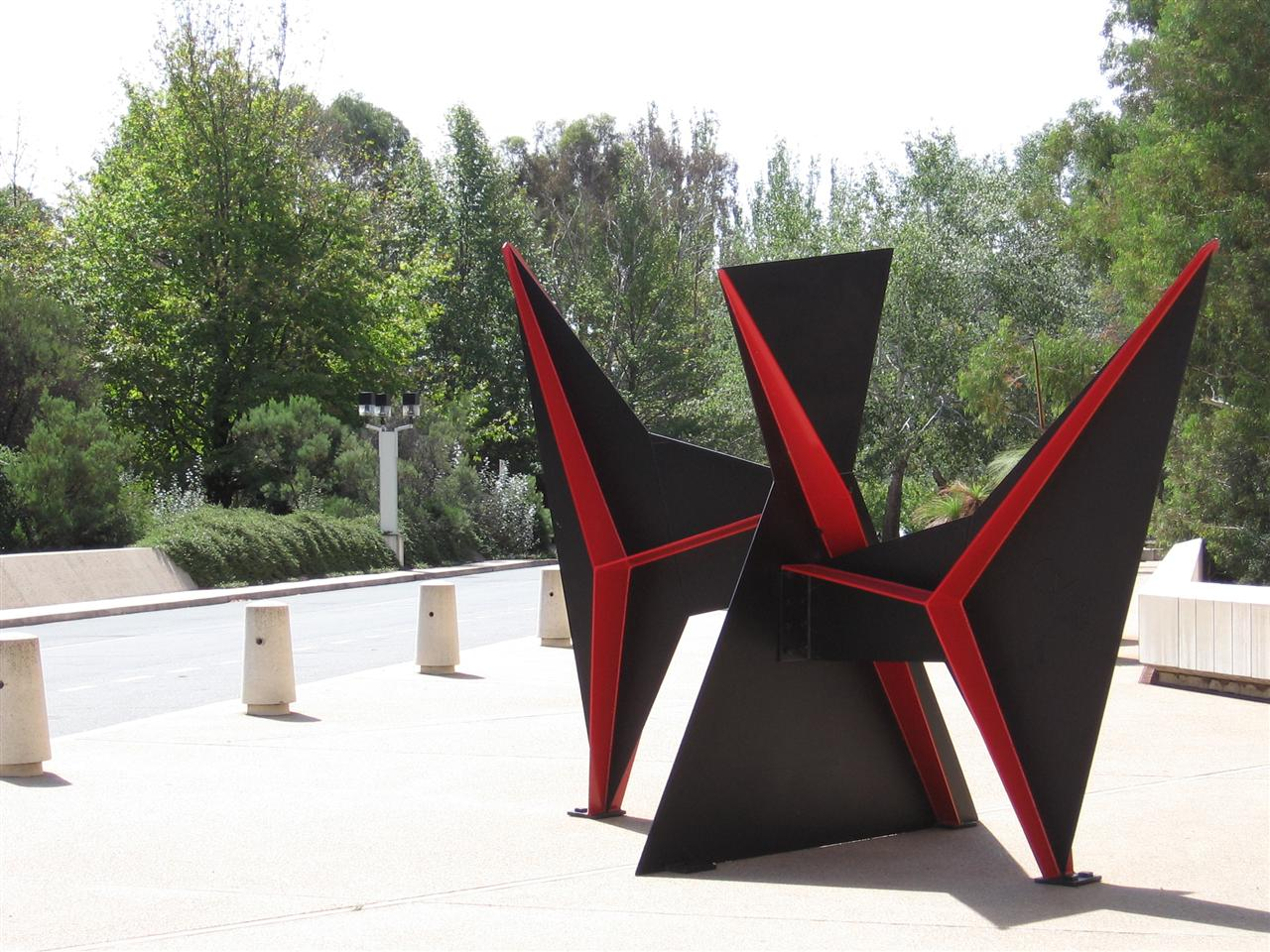
Александр Колдер, «Котушка», 1970
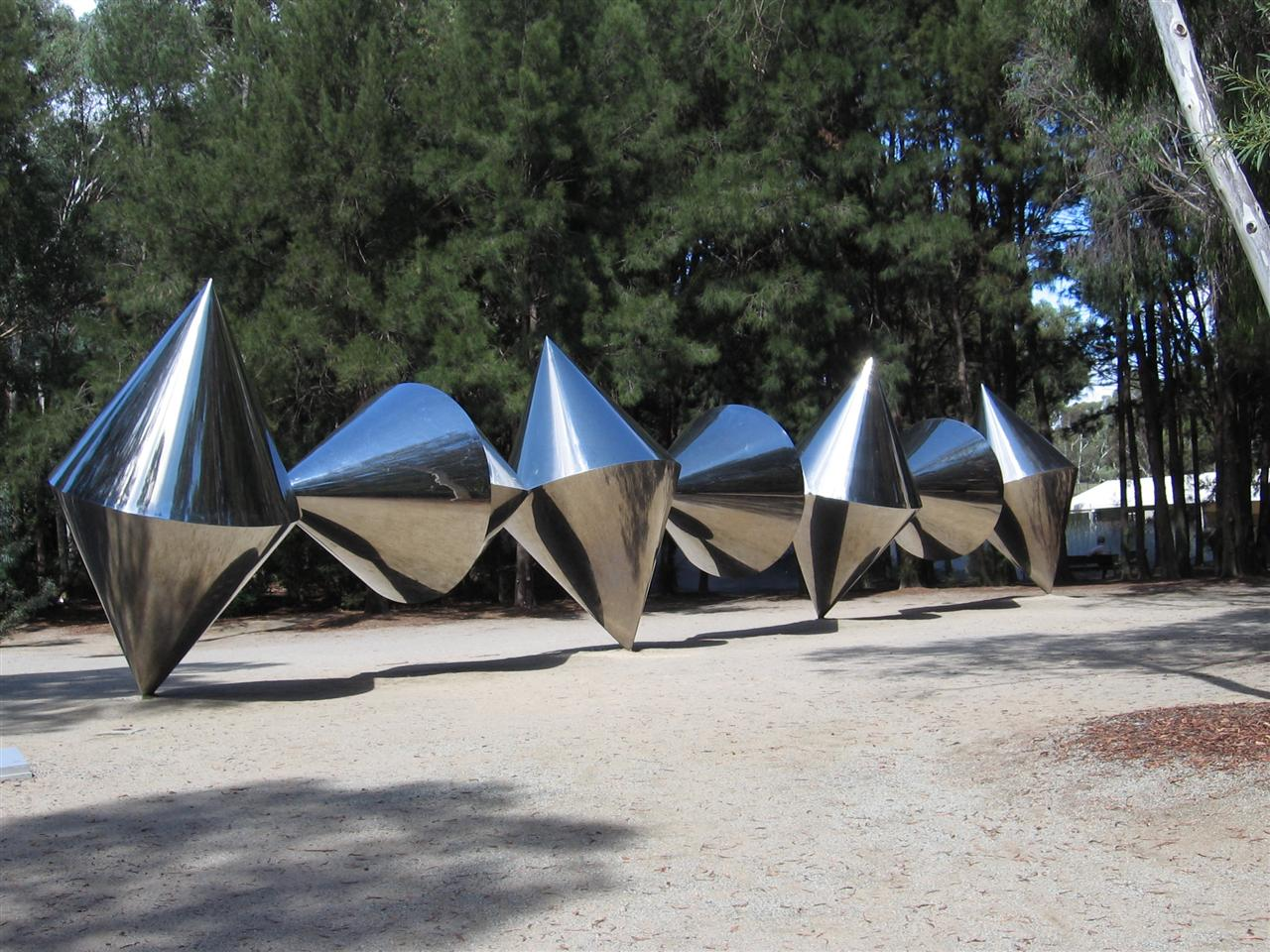
Берт Флугельман, «Конуси», 1976—1982
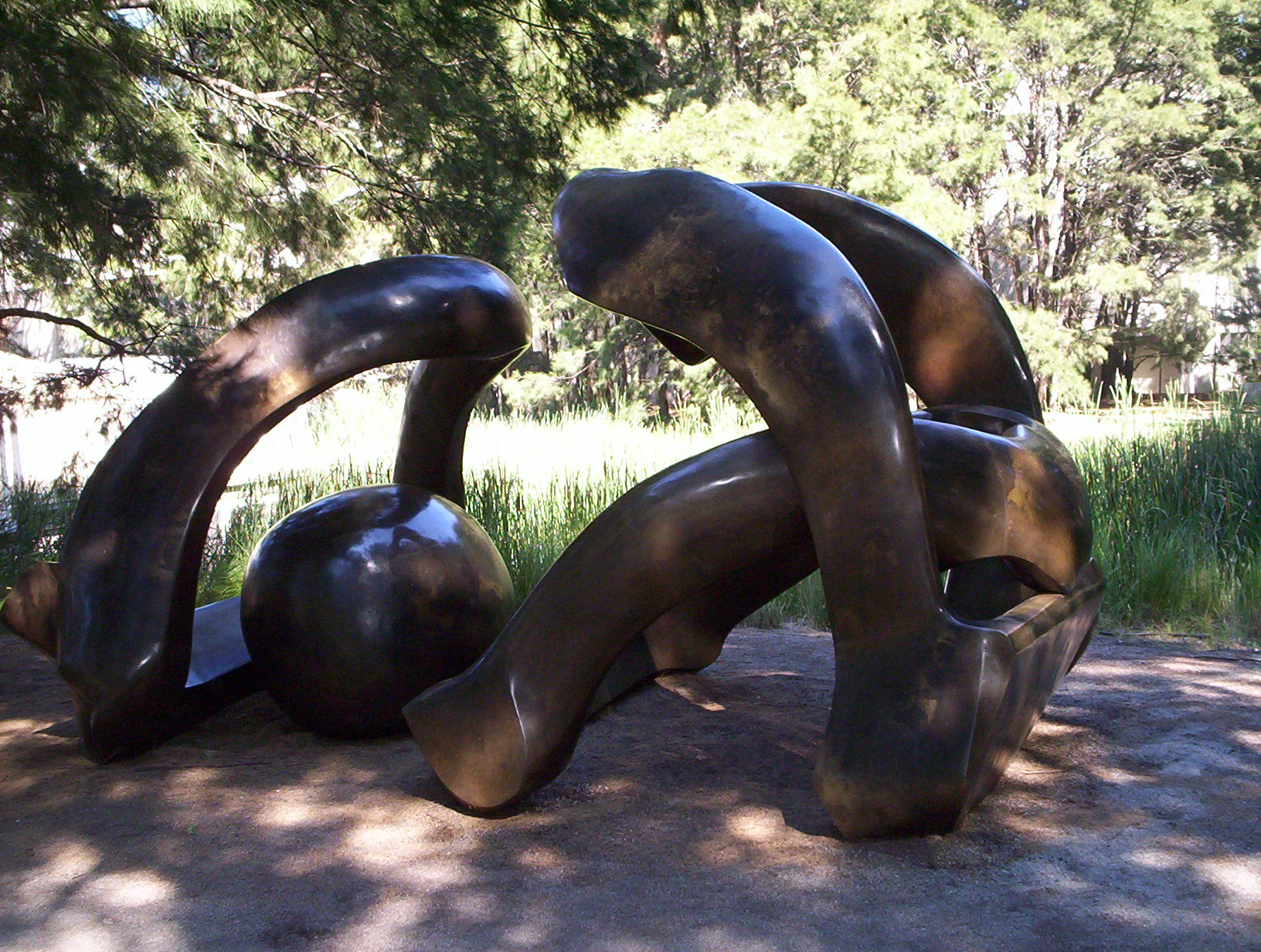
Генрі Мур, «Пагорб арок», 1972—1973
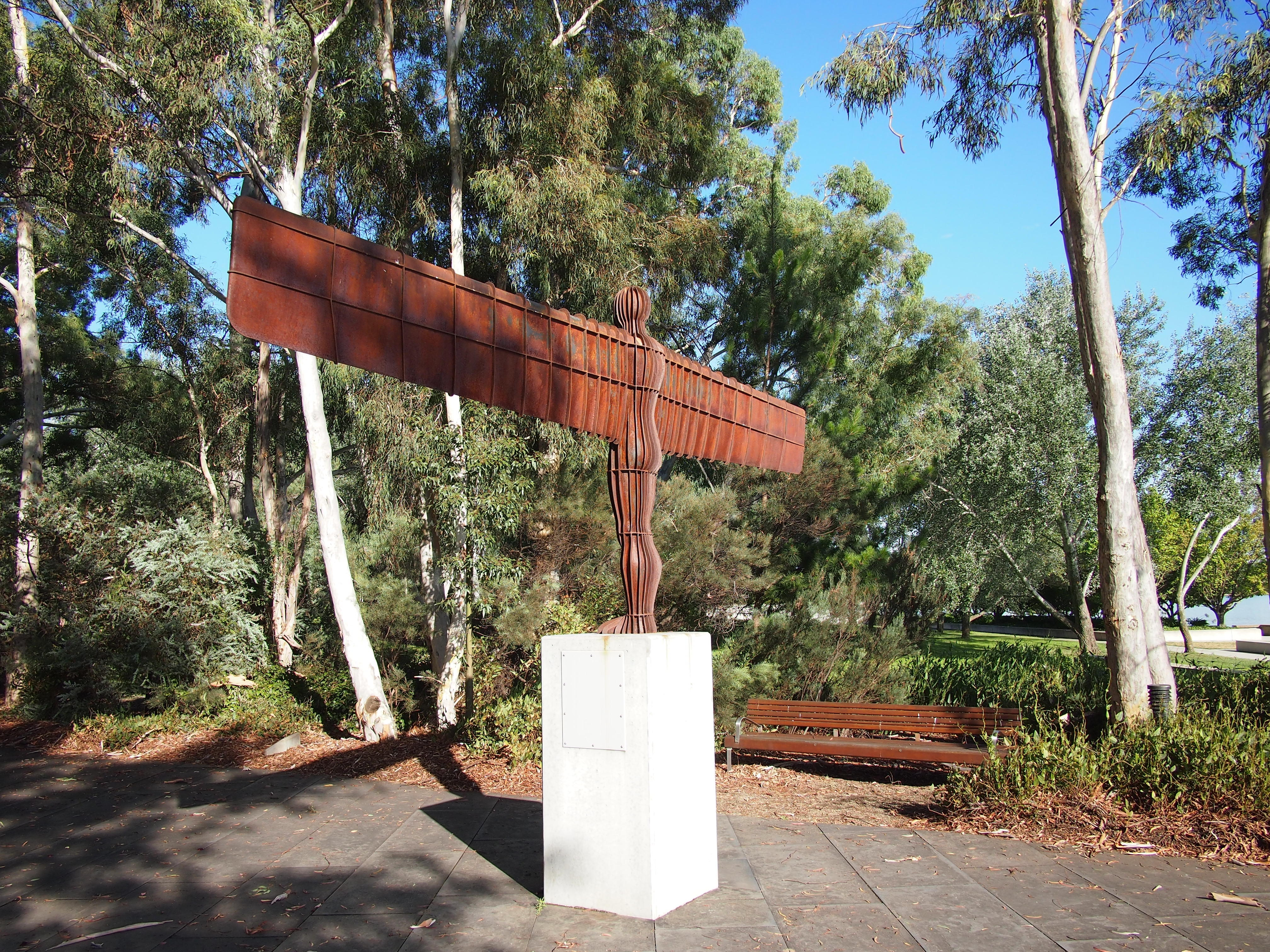
Ентоні Гормлі, «Ангел Півночі» (макет), 1996
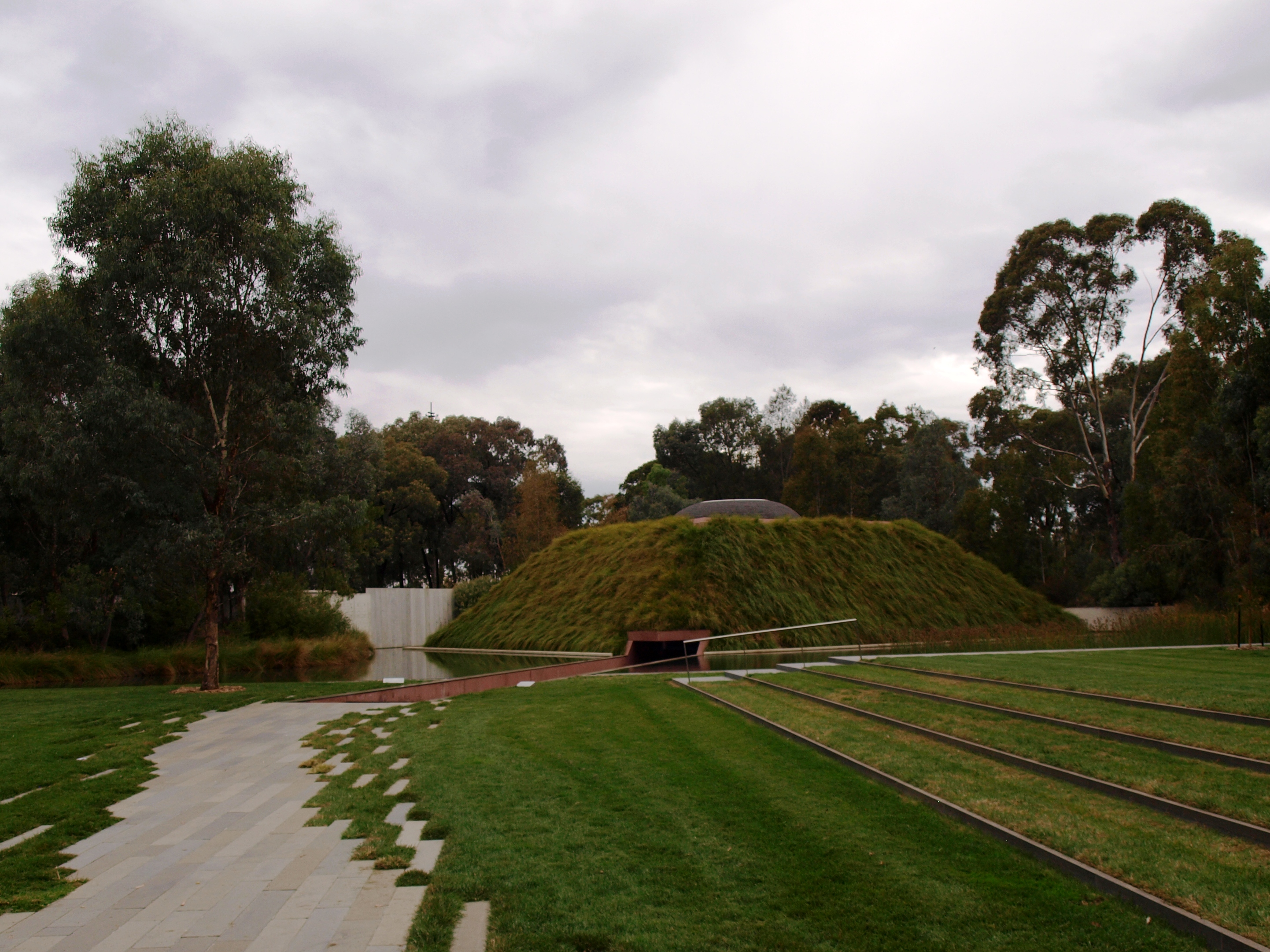
Джеймс Таррелл, «Всередині і зовні», 2010

## Ресурси Інтернету
- Home page of the National Gallery of Australia
- A virtual walk through National Gallery of Australia — 2015
- Kenneth Tyler Printmaking Collection Online at the National Gallery of Australia
- National Gallery of Australia on Artabase
- Вікісховище має мультимедійні дані за темою: Національна галерея Австралії